# René de Knyff
René de Knyff, francoski dirkač, * 1864, Francija, † 1954, Francija.
René de Knyff se je rodil leta 1864. Prvič se je udeležil večje dirke v sezoni 1897, ko je na dirki Marseille-La Turbie zasedel četrto mesto. Prvo uvrstitev na oder za zmagovalce je dosegel v naslednji sezoni 1898 s tretjim mestom na dirki Marseille-Nica, že na naslednji dirki Pariz-Bourdeaux pa je dosegel svojo prvo zmago. Na dirki Pariz-Bourdeaux v sezoni 1899 je dosegel tretje mesto, nato pa tri zaporedne zmage na dirkah Champigny-St.Germain v isti sezoni, ter Circuit du Sud Ouest in Nica-Marseille v naslednji sezoni 1900.  Ob večjem številu odstopov je do upokojitve leta 1903 dosegel še dve uvrstitvi na stopničke, tretje mesto na dirki Pariz-Berlin v sezoni 1901 in drugo mesto na dirki Gordon Bennet Cup v sezoni 1903, po kateri se je upokojil, celo kariero je dirkal z dirkalnikom Panhard. Umrl je leta 1954 v visoki starosti.